# 2D-material
2D-material är inom materialvetenskap en grupp av kristallina material som består av ett eller ett fåtal atomlager vars struktur endast är kontinuerlig i två dimensioner. Forskningen på 2D-material fick sin start med upptäckten av grafen år 2004. Sedan dess har flera familjer av 2D-material upptäckts.

## Exempel på 2D-material
- Grafen
- MXener (Ti3C2, Ti2C, V2C m.fl.)
- Monolager av övergångsmetalldikalkogenider (WS2, MoS2, WSe2 m.fl.)